# Operation Ivy
Operation Ivy là loạt thứ tám trong các đợt thử nghiệm hạt nhân của Hoa Kỳ, sau vụ Snapper-Tumbler và trước vụ Upshot-Knothole. Mục đích của đợt thử nghiệm là để giúp nâng cấp kho vũ khí hạt nhân của Hoa Kỳ để đáp trả lại chương trình vũ khí hạt nhân của Liên Xô.

## Bối cảnh
Ngày 31 tháng 1 năm 1950, tổng thống Harry S. Truman công khai tuyên bố ý định của Mỹ để phát triển một quả bom hydro. Các động lực chính cho tuyên bố này là hai tiết lộ đáng ngạc nhiên - vụ thử hạt nhân của Liên Xô đầu tiên vào ngày 29 tháng 8 năm trước đó; và sự phát hiện của các hoạt động gián điệp Klaus Fuchs 'tại Los Alamos, phát hiện chỉ vài ngày trước. Những cú sốc kết hợp, thêm vào những căng thẳng chiến tranh lạnh phát triển nhanh chóng, tạo ra mối lo ngại sâu ở cấp cao nhất của Washington về Hoa Kỳ bị vượt qua trong một cuộc chạy đua vũ khí hạt nhân với Liên Xô.
Từ thời điểm đó trở đi, ưu tiên cao nhất được đặt vào việc phát triển vũ khí chiến lược mới và mạnh hơn - đặc biệt là vũ khí nhiệt hạch (bom hydrogen). Vào thời điểm đó dù không có ai có ý tưởng nào về cách tạo một vũ khí nhiệt hạch thực tế, nhưng sự lo ngại rằng tuyên bố của Truman có thể sẽ còn thúc đẩy những nỗ lực nhiệt hạch của Liên Xô trở đi còn nhanh hơn, và rằng họ có thể đã nắm được các khái niệm và kỹ thuật mà chưa được biết đến ở Mỹ. Do đó một chiến lược dự phòng đã được theo đuổi - nhằm phát triển bom lượng phân hạch cao nhất có thể, một nỗ lực kỹ thuật dẫn đầu bởi Theodore Taylor tại Los Alamos. Các bước đột phá về khái niệm của Stanislaw Ulam và Edward Teller vào tháng 1 năm sau đã cung cấp những hiểu biết cần thiết để phát triển một thiết bị nhiệt hạch.
Vì vậy, từ đầu năm 1951 trở đi, hai nỗ lực song song nhằm phát triển vũ khí năng suất cao đã được tập trung vào một loạt thử nghiệm tại Thái Bình Dương từ cuối năm 1952. Đây gọi là Operation Ivy - với sự kích nổ hai quả bom lớn nhất được thử nghiệm vào thời kỳ đó.

## Thử nghiệm
Hai vụ nổ đã được thực hiện vào cuối năm 1952 tại bãi san hô vòng Enewetak ở Proving Ground Thái Bình Dương tại quần đảo Marshall.
Đợt thử Ivy đầu tiên, Mike, là đợt thử vũ khí nhiệt hạch đa megaton (bom hydro) quy mô đầy đủ thành công đầu tiên bằng cách sử dụng thiết kế Teller-Ulam. Không giống như các vũ khí nhiệt hạch sau này, Mike sử dụng deuteri làm nhiên liệu nhiệt hạch, duy trì như là một chất lỏng bởi một hệ thống đông lạnh đắt tiền và cồng kềnh. Nó đã được phát nổ trên đảo Elugelab đạt công suất 10,4 megaton, gần 500 lần so với công suất của quả bom thả xuống Nagasaki. 8 megaton từ phân hạch nhanh chóng của tamper uranium, tạo ra số lượng lớn bụi phóng xạ. Vụ nổ để lại một miệng hố dưới nước rộng 1,9 km và sâu 50 m ở nơi đảo Elugelab đã từng tọa lạc. Sau khi thử nghiệm thành công này, thiết kế Mike được vũ khí hóa hoặc với tên EC-16 hoặc TX-16, nhưng nó đã nhanh chóng bị bỏ qua cho các thiết kế nhiên liệu rắn sau thành công của đợt thử Castle Bravo.
Thử nghiệm thứ hai, King, là vụ thử nghiệm vũ khí hạt nhân lớn nhất cho đến nay chỉ sử dụng phân hạch hạt nhân (không có phản ứng tổng hợp nhiệt hạch cũng không có thúc đẩy phân hạch). "Super Oralloy Bomb" được dự định như một phiên bản backup nếu vũ khí nhiệt hạch không thành công. King mang lại 500 kiloton, 25-40 lần so với các loại vũ khí hạt nhân đã thả trong Thế chiến II.
Jimmy P. Robinson, phi trưởng Không quân Hoa Kỳ, đã bị mất tích trong khi thử nghiệm F-84G của mình khi bay qua các đám mây hình nấm để thu thập các mẫu không khí, ông chạy ra khỏi đám nhiên liệu và đã cố gắng hạ cánh trên mặt nước nhưng không bao giờ được tìm thấy.